# Sante Mawiomi
Le Sante Mawiomi, également épelé Santé Mawiómi ou Sante' Mawi'omi, est le grand conseil de la nation des Micmacs (Mi'kmaq ou Mi'gmaq) dans l'Est du Canada. Il ressemble les chefs des sept districts du Mi'kma'ki (Mi'gma'gi), le territoire national des Micmacs, et il s'agit de l'organe de gouvernance le plus senior pour la nation. Avant l'adoption de la Loi sur les indiens en 1876, il s'agissait d'un véritable gouvernement où le transfert s'effectuait de manière héréditaire. Après cette loi qui força les Premières Nations du Canada a adopté des conseils élus, le rôle du Sante Mawiomi devint plus spirituel. En effet, les chefs héréditaires traditionnels continuent d'avoir un rôle, mais leur autorité légale a été transférée aux chefs et aux conseils élus,.

## Liste des grands chefs
| #                            | Nom                 | Début   | Fin         |
| ---------------------------- | ------------------- | ------- | ----------- |
| 1                            | Henri Membertou     | inconnu | 1611        |
| 2                            | Francis Peck        | 1792    | 1818        |
| 3                            | Michael Tooma       | 1818    | 1842        |
| 4                            | Frank Tooma Jr.     | 1842    | 1869        |
| 5                            | John Dens           | 1869    | 1887        |
| Jacques-Pierre Peminuit Paul | 1856                | 1895    |             |
| John Denys Jr.               | 1887                | 1918    |             |
| 8                            | Gabriel Sylliboy    | 1918    | 1964        |
| 9                            | Donald Marshall Sr. | 1964    | 1991        |
| 10                           | Benjamin Sylliboy   | 1991    | en fonction |